# Phoceana columnaris
Phoceana columnaris is een mosdiertjessoort uit de familie van de Phoceanidae. De wetenschappelijke naam van de soort werd voor het eerst geldig gepubliceerd in 1903 door Jullien.